# 高品彪
高品 彪（たかしな たけし、1891年1月25日 - 1944年7月28日）は、日本の陸軍軍人。陸士25期、陸大34期。最終階級は陸軍中将。

## 経歴
千葉県山武郡成東町（現・山武市成東）出身。成東中学校、立教中学校（現・立教池袋中学校・高等学校）を経て、1913年5月、陸軍士官学校（25期）を卒業、同年12月、歩兵少尉に任官し歩兵第66連隊付となる。1922年11月、陸軍大学校（34期）を卒業した。
基隆要塞参謀、歩兵第50連隊大隊長、陸軍工兵学校教官、陸士教官、近衛歩兵第4連隊付、留守第16師団参謀、歩兵第3連隊付、高雄要塞司令官、歩兵第60連隊長などを歴任し、1940年3月、陸軍少将に進級。
歩兵第27旅団長、第14歩兵団長、独立混成第17旅団長などを経て、1943年10月、陸軍中将となり第29師団長に親補された。1944年、第29師団は絶対国防圏内の要衝であるグアム島防衛のため遼陽から派遣された。グアムの戦いにおいて米軍との戦闘を指揮したが、7月28日に本田台にある師団司令部壕を米軍戦車に包囲される。29師団作戦参謀の武田英之大佐の手引きで洞窟壕から脱出するが、その際に敵機関銃の一弾が左胸心臓を貫通、戦死した。

## 親族
- 長男 高品武彦（陸軍大尉、陸自陸将・統幕議長）
- 弟 高品朋（陸軍少将）
- 義父 加瀬倭武（陸軍少将）